# Black is beautiful

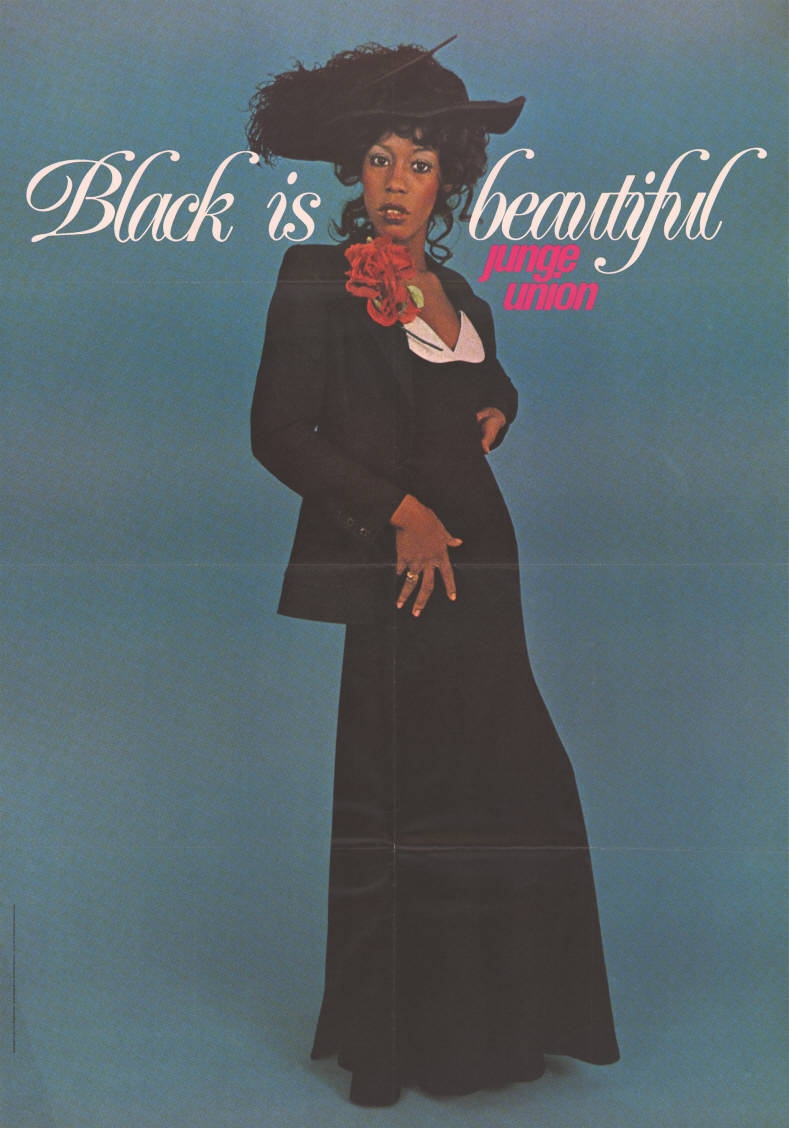
"Negro é Lindo", cartaz alemão de 1974

Black is beautiful (em português, Negro é lindo) é um movimento cultural iniciado nos Estados Unidos da América na década de 1960 por afro-americanos. Mais tarde, espalhou-se fora dos Estados Unidos, predominantemente nos escritos do Movimento de Consciência Negra de Steve Biko, na África do Sul.
Seu objetivo é eliminar a ideia presente em muitas culturas de que as características naturais aos negros - como a cor da pele, os traços faciais e o cabelo - são inerentemente feios. John Rock (abolicionista) foi inicialmente considerado o primeiro a utilizar a expressão "negro é lindo"— durante um discurso em 1858 — mas registros históricos indicam que, na verdade, ele nunca usou essa frase específica nesse dia. O movimento também encorajou homens e mulheres a pararem de tentar eliminar traços identificados como africanos por meio do alisamento de seus cabelos e de esforços para clarear ou embranquecer a pele.
Este movimento começou como uma luta para contrariar a ideia prevalente na cultura americana de que as características típicas de pessoas negras eram menos atraentes ou desejáveis do que as das pessoas brancas. Pesquisas apontam que a ideia de "negritude" como algo "feio" é altamente prejudicial para o estado psíquico dos afro-americanos, manifestando-se como um racismo internalizado.  Essa ideia adentrou-se nas próprias comunidades negras e levou a práticas como as chamadas "festas de sacola de papel" (do inglês paper bag parties), eventos sociais os quais discriminavam afro-americanos de pele escura e admitiam apenas indivíduos de pele mais clara.

## História
Enquanto o movimento Negro é Lindo começava na década de 1960, a luta pela igualdade de direitos e por uma percepção positiva do corpo do afro-americano começou muito antes na história da América. A razão pela qual esse momento tomou forma foi porque a mídia e a sociedade como um todo tinham uma percepção negativa da imagem do indivíduo afro-americano como adequado apenas para o status de escravo. O movimento "Negro é Lindo" foi baseado em torno de uma luta por uma percepção igualitária do corpo negro, para ajudar a desfazer todas as ideias negativas provocadas por uma história baseada na supremacia branca.

## Leitura complementar
- Blasius, Marc e Shane Phelan, eds. Estamos Por Todo Lado: Um Livro Sobre a História da Política Gay e Lésbica. (Routledge, 1997). ISBN 0415908590.
- Acampamento, Stephanie M. H. "Negro É Lindo: Uma História Americana." Jornal da História do Sul 81#3 (2015): 675+. online